# Elegia decipiens
Elegia decipiens är en gräsväxtart som först beskrevs av Esterh., och fick sitt nu gällande namn av Moline och Hans Peter Linder. Elegia decipiens ingår i släktet Elegia och familjen Restionaceae. Inga underarter finns listade i Catalogue of Life.